# جاكوب هايت
جاكوب هايت هو سياسي أمريكي، ولد في 4 مارس 1775، وتوفي في 1860. نشط حزبياً في حزب اليمين. وقد انتخب أمين صندوق الدولة ‏ وانتخب عضو مجلس ولاية نيويورك ‏.